# Jean d'Armagnac
Jean d'Armagnac (Francia, 1350/1360 – Perpignano, 8 ottobre 1408) è stato uno pseudocardinale francese, creato dall'antipapa Benedetto XIII.

## Biografia
Nacque in Francia tra il 1350 ed il 1360.
L'antipapa Benedetto XIII lo elevò al rango di (pseudo) cardinale nel concistoro del 22 settembre 1408.
Morì l'8 ottobre 1408 a Perpignano.